# Thyrnau
Thyrnau je obec v německé spolkové zemi Bavorsko, v zemském okrese Pasov ve vládním obvodu Dolní Bavorsko, asi 12 km severovýchodně od Pasova.
Žije zde přibližně 4 300 obyvatel.

## Geografie
Území obce leží u hranice s Německa s Rakouskem, kterou zde tvoří řeka Dunaj.

### Sousední obce
| Růžice kompasu |         | Büchlberg            | Hauzenberg     | Růžice kompasu |
| Růžice kompasu | Salzweg | Sever                | Untergriesbach | Růžice kompasu |
| Růžice kompasu | Salzweg | Thyrnau              | Untergriesbach | Růžice kompasu |
| Růžice kompasu | Salzweg | Jih                  | Untergriesbach | Růžice kompasu |
| Růžice kompasu | Pasov   | Freinberg (Rakousko) | Obernzell      | Růžice kompasu |